# Falla de Anatolia Oriental
La falla de Anatolia Oriental (en turco: Doğu Anadolu Fay Hattı) es una importante zona de falla de deslizamiento que se extiende desde el este hasta el centro-sur de Turquía. Forma el límite tectónico de tipo transformante entre la placa de Anatolia y la placa arábiga que se mueve hacia el norte. La diferencia en los movimientos relativos de las dos placas se manifiesta en el movimiento lateral izquierdo a lo largo de la falla. Las fallas de Anatolia Oriental y Anatolia del Norte juntas acomodan el movimiento hacia el oeste de la placa de Anatolia a medida que es expulsada por la colisión en curso con la placa euroasiática.
La falla de Anatolia Oriental corre en dirección noreste, comenzando desde la triple unión de Maras en el extremo norte de la Transformada del Mar Muerto, y termina en la triple unión de Karliova donde se encuentra con la falla de Anatolia del Norte.

## Sismicidad
De 1939 a 1999, una serie de terremotos avanzó hacia el oeste a lo largo de la falla de Anatolia del Norte. Pero desde 1998, ha habido una serie de sismos sobre la falla de Anatolia Oriental. Estos comenzaron con el terremoto de Adana-Ceyhan de 1998 e incluyen el terremoto de Bingöl de 2003, el terremoto de Elazığ de 2010, el terremoto de Elazığ de 2020 y los terremotos de Turquía y Siria de 2023.